# Straßenverkehrsordnung 1960
Die österreichische Straßenverkehrsordnung 1960 (Abkürzung StVO 1960) ist ein Bundesgesetz, das am 1. Jänner 1961 in Kraft getreten ist und den Verkehr auf Straßen mit öffentlichem Verkehr für alle Verkehrsteilnehmer regelt. Es trat an die Stelle des Bundesgesetzes vom 12. Dezember 1946 über die Regelung des Straßenverkehrs – Straßenpolizeigesetz (BGBl. Nr. 46/1947).
Neben Begriffsbestimmungen enthält die Straßenverkehrsordnung Vorschriften, die für alle Verkehrsteilnehmer (soweit anwendbar) gelten, wie vor allem die allgemeinen Fahrregeln (Fahrstreifenwechsel, Überholen, Vorrang, Fahrgeschwindigkeit, Rechtsfahrgebot etc.), die Bedeutung der Lichtzeichen (Verkehrsampeln) und der Verkehrszeichen. Außerdem gibt es Bestimmungen für bestimmte Verkehrsteilnehmer (Fuhrwerke, Fußgänger, Radfahrer etc.), Strafbestimmungen und Vorschriften, die sich an die Behörde wenden (z. B. wie Straßenverkehrszeichen aufzustellen sind).

## Bemerkenswerte Bestimmungen und Urteile
- Nach der Straßenverkehrsordnung haben Straßenbahnen (genauer: „Schienenfahrzeuge“) auch Linksvorrang (§ 19 Abs. 1) und sind außerdem nicht verpflichtet, vor Zebrastreifen anzuhalten, um Fußgängern die unbehinderte Querung zu ermöglichen (§ 9 Abs. 2). Außerdem sind Schienenfahrzeuge rechts zu überholen, sofern der Platz ausreicht. Straßenbahnen dürfen beim Überholtwerden beschleunigen (§ 15 Abs. 2, 5). Hinter Straßenbahnen ist ein Abstand von mindestens etwa 20 Metern zu halten.
- Anders als in Deutschland oder der Schweiz darf ein Lenker explizit darauf vertrauen, dass andere Personen die für die Benutzung der Straße maßgeblichen Rechtsvorschriften kennen und auch befolgen (Vertrauensgrundsatz; § 3 Abs. 1).
- Jeder Lenker muss sein Fahrzeug so weit rechts fahren, wie ihm dies unter Bedachtnahme auf die Leichtigkeit und Flüssigkeit des Verkehrs zumutbar und dies ohne Gefährdung, Behinderung oder Belästigung anderer Straßenbenützer, ohne eigene Gefährdung und ohne Beschädigung von Sachen möglich ist (§ 7). Sind im Ortsgebiet zwei durch Leit- oder Sperrlinien gekennzeichnete Fahrstreifen für dieselbe Richtung vorhanden, so darf der Lenker eines Kraftfahrzeuges trotz des Rechtsfahrgebots den Fahrstreifen frei wählen. Das Vorbeibewegen an Fahrzeugen ist in diesem Fall, auch rechts, kein Überholen im Sinne der StVO und daher erlaubt (§ 7 Abs. 3a).[2]
- Das Überfahren einer Sperrlinie (§ 55 Abs. 2) ist zulässig, wenn ein Vorbeifahren an einem Hindernis anders nicht möglich ist. Das darf jedoch nur unter Anwendung ganz besonderer Aufmerksamkeit und Vorsicht geschehen.[3]
- Auf Vorrangstraßen im Ortsgebiet und auf Fahrbahnen mit Gleisen von Schienenfahrzeugen ist, ausgenommen in Einbahnstraßen, das Zufahren zum linken Fahrbahnrand verboten. Auf Vorrangstraßen im Ortsgebiet ist außerdem das Umkehren verboten (§ 14). Beim Rückwärtsfahren geht der Vorrang verloren.[4]
- Das Überholen ist bereits verboten, wenn andere Straßenbenützer gefährdet werden könnten (§ 16). Wer, obwohl verboten, rechts überholen will, der hat sich zu vergewissern, dass dabei für niemanden eine überraschende Situation entsteht. Das Betätigen des Blinkers alleine reicht hierfür nicht.[5]
- Einsatzfahrzeuge haben auf ungeregelten Kreuzungen immer Vorrang. Bei einer mit Lichtzeichen geregelten Kreuzung dürfen sie bei rotem Licht in die Kreuzung einfahren wenn sie vorher angehalten haben und keine Menschen gefährden oder Sachen beschädigen.( § 19, § 26 Abs. 3)[6]
- Ist eine Geschwindigkeitsbeschränkungs-Tafel gemeinsam mit einem Ortsschild angebracht, gilt diese Beschränkung im gesamten Ortsgebiet. Ortstafeln heben Geschwindigkeitsbeschränkungen nicht auf (§ 44 Abs. 4, § 51)
- In Bushaltestellen darf außerhalb der Betriebszeiten gehalten und geparkt werden. Querparken ist nur erlaubt, wenn Schilder oder Bodenmarkierungen das anordnen. Innerhalb von fünf Metern vor und nach Kreuzungen darf nicht gehalten oder geparkt werden. Nur weil ein Fahrzeug (z. B. ein Smart) quer in eine Lücke passt, darf es nicht automatisch quer parken.[7] Lenker müssen nicht (laufend) kontrollieren, ob ihr Fahrzeug immer noch dort abgestellt sein darf, wo es steht. Parkt man also am Montag und werden dienstags Halteverbotstafeln aufgestellt, so liegt beim Lenker kein Verschulden, wenn er das nicht bemerkt und auch nicht bemerken kann.[8] (§ 23, § 24, § 25)
- Auf Autobahnen auffahrende Fahrzeuge haben Wartepflicht gegenüber dem Fließverkehr auf der Autobahn. Ist ein Einordnen nicht möglich, so muss der Lenker sein Kraftfahrzeug am Beschleunigungsstreifen anhalten. Beim Fahrstreifenwechsel gibt es keinen Vorrang, niemand muss damit rechnen, dass jemand einen Fahrstreifenwechsel derart durchführt, dass er ihn gefährden oder behindern würde – auch dann nicht, wenn der Lenker den Blinker betätigt. Nur aus dem Einschalten des Blinkers erwächst kein Recht den Fahrstreifen zu wechseln (§ 11, § 19).[9][10]
- Fußgänger dürfen abseits von Schutzwegen beim Überqueren der Fahrbahn diese erst betreten wenn sie sich vergewissert haben, dass sie dabei kein Fahrzeug gefährden und beim Überqueren den Fahrzeugverkehr nicht behindern. Auf Schutzwegen dürfen Fußgänger die Fahrbahn nicht für herannahende Fahrzeuge überraschend betreten. (§ 76).
- In Begegnungszonen dürfen Fahrzeuglenker Fußgänger nicht behindern, Fußgänger dürfen jedoch auch Fahrzeuge nicht mutwillig behindern (dementsprechend ist das Spazieren vor einem Fahrzeug, obwohl zum Beispiel genug Platz zum Ausweichen wäre, verboten; § 76c).
- Reiten Reiter bei Dämmerung oder Dunkelheit auf der Fahrbahn, haben sie sich durch hell leuchtende Laternen an der linken Seite zu kennzeichnen (§ 79 Abs. 3).
- Verlässt ein Radfahrer einen Radweg oder Geh- und Radweg, der nicht durch eine Radfahrerüberfahrt fortgesetzt wird, muss der Radfahrer dem fließenden Verkehr Vorrang geben, ausgenommen in Fällen parallel einmündender Radwege innerhalb des Ortsgebietes, nach deren Verlassen sie die Fahrtrichtung beibehalten (§ 19 Absatz 4). Endet ein Radfahrstreifen, ist jedoch das Reißverschlusssystem anzuwenden (§ 11 Absatz 5 letzter Satz). Einer ungeregelten Radfahrerüberfahrt dürfen sich Radfahrer mit maximal 10 km/h nähern und die Radfahrerüberfahrt nicht für herannahende Fahrzeuge überraschend befahren. Radfahrer dürfen Schutzwege (alias Zebrastreifen für Fußgänger) in Fußgängerrichtung nicht befahren, jedoch schiebend nutzen. Auch mit einem Fahrrad rollern, also mit dem rechten Bein am linken Pedal stehen, den Lenker beidhändig halten und dem linken Fuß antauchen durch Abstoßen vom Boden gilt als Radfahren.
- Seit 2019 gilt: Elektrisch angetriebene Scooter dürfen oder müssen Radfahranlagen benützen; dürfen Gehwege und Gehsteige nicht benutzen, sondern müssen Fahrbahnen daneben nützen. Sie unterliegen einem Tempolimit von 25 km/h doch rollen rein schwerkraftgetrieben bergab mitunter schneller.
- Lenker von Fahrzeugen (das inkludiert auch Radfahrer) gelten ab 0,8 Promille Blutalkoholgehalt als beeinträchtigt und dürfen in einem solchen Zustand ein Fahrzeug weder lenken noch in Betrieb nehmen. Darüber hinaus gelten für bestimmte Gruppen strengere Regelungen (Aufzählung nicht vollständig): Lenker von Kraftfahrzeugen dürfen nur weniger als 0,5 Promille Blutalkoholgehalt aufweisen (FSG § 14 Abs. 8). Maximal 0,1 Promille Blutalkoholgehalt dürfen aufweisen: Lenker während der Probezeit (FSG § 4 Abs. 7), Fahrschüler (FSG § 6 Abs. 3) und Fahrlehrer (KFG § 114 Abs. 4 Z 1) während der Ausbildung, Fahrschüler und Begleiter bei Übungsfahrten (KFG § 122 Abs. 6), Lenker von Motorfahrrädern und Mopedautos bis zur Vollendung des 20. Lebensjahres (FSG § 18 Abs. 5) sowie Lenker von Fahrzeugen der Klassen C und D (FSG § 20 Abs. 4).
- Vor einem Fahrstreifenwechsel oder dem Abbiegen muss der Blinker nur dann benutzt werden, wenn auch andere Straßenbenützer zugegen sind, die durch den Vorgang behindert oder gefährdet werden könnten.[11]